# Jorge Zabalza
Jorge Pedro Zabalza Waksman (Minas, 30 de noviembre de 1943-Montevideo, 23 de febrero de 2022) fue un carnicero, escritor y  político uruguayo. Dirigente del Movimiento de Liberación Nacional-Tupamaros y edil de la Junta Departamental de Montevideo.

## Biografía
Fue hijo de Mary Waksman y Pedro Zabalza Arrospide, dirigente del Partido Nacional de destacada actuación en el departamento de Lavalleja y a nivel nacional. Estuvo preso en calidad de rehén durante toda la dictadura cívico-militar que gobernó Uruguay entre 1973 y 1985 (incluso desde un tiempo antes). Su hermano, Ricardo Zabalza Waksman, también tupamaro, murió en una acción armada realizada por el grupo el 8 de octubre de 1969, recordada como «Toma de Pando».
En 1985, una vez retornada la democracia, siguió en la vida política, siendo elegido edil (1994) por el departamento de Montevideo y ejerciendo la presidencia de la Junta Departamental. Se recuerda particularmente la instancia, ocurrida en 1997, cuando el intendente Mariano Arana propuso dar en concesión el Hotel Casino Carrasco, propiedad del municipio de Montevideo, donde si bien todos los ediles del Frente Amplio votaron a favor del proyecto, Zabalza votó negativamente, al igual que la oposición. Este hecho hizo fracasar la concesión y provocó la renuncia de Tabaré Vázquez a la presidencia del Frente Amplio.
Entre 1990 y 1994 dirigió el quincenario Mate Amargo, órgano oficioso del MLN, y fue fundador y redactor responsable del periódico Tupamaros, vocero oficial de la misma organización. En 1987 publicó el ensayo El miedo a la democracia donde analiza el funcionamiento vertical de la estructura de las fuerzas armadas. En 1996 escribió El Tejazo y otras insurrecciones, relato sobre los sucesos ocurridos en el barrio de La Teja (Montevideo) el 8 de octubre de 1971, donde los vecinos y los militantes tupamaros ocuparon puntos estratégicos del barrio, empantanando con barricadas y grampas todo el parque de vehículos de la policía, mientras 111 tupamaros se fugaban del Penal de Punta Carretas. En 1998 presentó el ensayo titulado La Estaca, en el cual, a partir de los gobiernos municipales de Tabaré Vázquez y Mariano Arana, analizaba lo que consideraba los límites del Frente Amplio como fuerza para impulsar un cambio social y se anticipaba al viraje hacia la socialdemocracia de sus principales componentes. En el año 2009 publicó Raúl Sendic, el tupamaro. Su pensamiento revolucionario, analizando a fondo los cuatro principales puntos del programa propuesto por el fundador y líder histórico del MLN (T): reforma agraria con expropiación sin indemnización de los predios mayores de 2500 hectáreas; no pago de la deuda externa, la cual Zabalza considera inmoral y contraída forzosamente en función de los intereses del capital financiero y no del pueblo uruguayo; recuperación del control sobre la economía nacional mediante la estatización de todo el sistema bancario y, finalmente, un aumento sustancial de los salarios dirigido a aumentar la demanda de productos en el mercado interno para incentivar el desarrollo industrial del Uruguay. Mediante la cita de libros, artículos y entrevistas, Zabalza afirma que queda claramente documentado que el sentido del Frente Grande propuesto por Raúl Sendic, era luchar contra la extranjerización de la producción uruguaya y los cuatro puntos programáticos anteriormente expuestos. Asimismo plantea que Raúl Sendic desconfiaba de la democracia burguesa y no renegó nunca de la metodología guerrillera como instrumento de acumulación de fuerzas en conciencia y organización del pueblo trabajador.

## Libros y otras polémicas
Jorge Zabalza publicó los siguientes libros: "El miedo a la democracia" (1989);
Lo viejo y sabido;
El Tejazo y otras insurrecciones (1995);
"La estaca" (1998);
"Raúl Sendic: el Tupamaro. Su pensamiento revolucionario" (2010);
"La experiencia Tupamara: pensando en futuras insurrecciones" (2016);
"La leyenda insurrecta" (2019).
El libro Cero a la izquierda de Federico Leicht, que narra la biografía de Jorge Zabalza, tuvo cierta repercusión. Esto fue así, en particular, por las declaraciones relativas a los hechos ocurridos el 24 de agosto de 1994 frente al Hospital Filtro, a raíz de la extradición de tres ciudadanos vascos acusados de pertenecer a la organización terrorista ETA. En el libro, Zabalza sostiene que el episodio puso a prueba la solidaridad del Movimiento de Liberación Nacional - Tupamaros con quienes desde 1985 los habían apoyado económicamente en varios momentos difíciles.
Para Zabalza, esa «era la oportunidad de poner a prueba la fuerza militante que desde años atrás venían acumulando, de bautizarla con fuego en una instancia confrontativa». Zabalza sostiene que había un ómnibus «repleto de cócteles molotov y 5 mil miguelitos, además de una banda de jóvenes radicales deseosos de entrar en acción».
En noviembre de 2019, en plena campaña hacia el balotaje de la elección presidencial, Zabalza estaba presente cuando el candidato frenteamplista Daniel Martínez Villamil recorría el barrio de Santa Catalina, y lo expuso ante las cámaras, mencionando a la obra inconclusa de la regasificadora de Gas Sayago, la cual hizo perder 150 millones de dólares al estado uruguayo. También se convirtió en un gran crítico del expresidente José Mujica, a quien acusaba de transformar su pasado en un "relato épico" y de haberse convertido en "operador del capitalismo". En particular, fue muy crítico con la "historia sesgada" que se relata en la película de Emir Kusturica El Pepe, una vida suprema.
A fines de 2019, Zabalza presenta su último libro La leyenda insurgente.

## Películas
Jorge Zabalza aparece en la película “Gaviotas Blindadas, la historia del PRT -ERP” parte dos del Grupo de cine Mascaró. Zabalza mantuvo un intercambio fluido con exmilitantes del PRT de la Argentina.

## Fallecimiento
Jorge Zabalza falleció luego de una larga enfermedad el 23 de febrero del 2022 a los 79 años, en el Hospital de Clínicas de Montevideo. Había sido recientemente operado debido a un cuadro de insuficiencia renal. Tenía además neumonía y presentaba un cuadro de desnutrición aguda. Zabalza había sobrevivido a un cáncer de esófago que le habían diagnosticado siete años antes, enfermedad que le generó graves problemas de alimentación durante sus últimos años de vida. Vivió sus últimos años con su pareja Veronika Engler.